# Норріс Ґрем
Норріс Ґрем (англ. Norris Graham, 25 січня 1906 — 9 липня 1980) — американський академічний веслувальник.
Олімпійський чемпіон 1932 року в складі вісімки.